# Ламаскер
Ламаске́р (фр. Lamasquère, окс. La Masquèra) — коммуна во Франции, находится в регионе Юг — Пиренеи. Департамент — Верхняя Гаронна. Входит в состав кантона Сен-Лис. Округ коммуны — Мюре.
Код INSEE коммуны — 31269.

## География

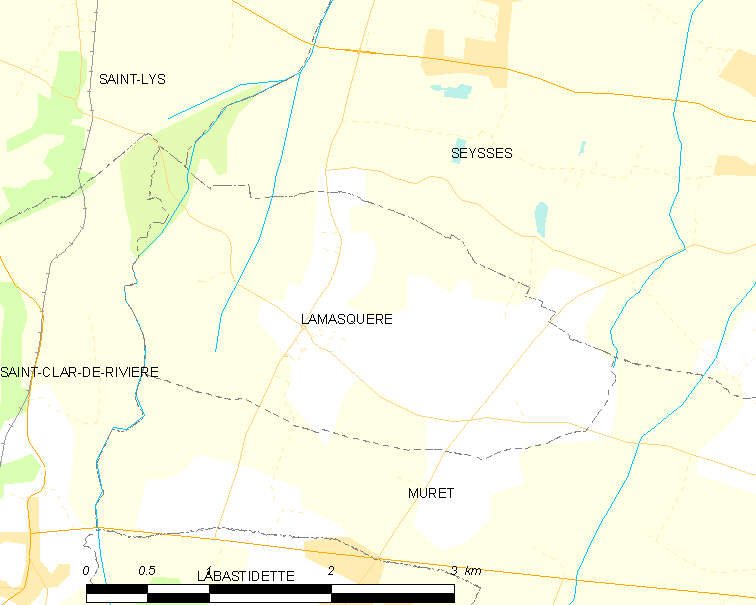
Карта коммуны

Коммуна расположена приблизительно в 610 км к югу от Парижа, в 21 км к юго-западу от Тулузы.
На западе коммуны протекает река Туш.

## Климат
Климат умеренно-океанический. Зима мягкая и снежная, весна характеризуется сильными дождями и грозами, лето сухое и жаркое, осень солнечная. Преобладают сильные юго-восточные и северо-западные ветры.

## Население
Население коммуны на 2010 год составляло 1322 человека.
| 1962 | 1968 | 1975 | 1982 | 1990 | 1999 | 2010 |
| ---- | ---- | ---- | ---- | ---- | ---- | ---- |
| 280  | 309  | 426  | 588  | 715  | 872  | 1322 |

## Администрация
| Период | Период | Фамилия       | Партия                              | Примечания |
| ------ | ------ | ------------- | ----------------------------------- | ---------- |
| 1989   | 2014   | Жан-Клод Бург | Французская коммунистическая партия |            |
| 2014   | 2020   | Брижит Моран  | Разные левые                        |            |

## Экономика
В 2010 году среди 877 человек трудоспособного возраста (15—64 лет) 704 были экономически активными, 173 — неактивными (показатель активности — 80,3 %, в 1999 году было 76,0 %). Из 704 активных жителей работали 659 человек (350 мужчин и 309 женщин), безработных было 45 (14 мужчин и 31 женщина). Среди 173 неактивных 71 человек были учениками или студентами, 60 — пенсионерами, 42 были неактивными по другим причинам.